# الموت الأسود في إنجلترا
الموت الأسود هو جائحة الطاعون الدبلي التي وصلت إلى إنجلترا في يونيو 1348. وكان أول وأشد تظاهرًا من الجائحة الثانية، التي سببتها بكتيريا اليرسينيا الطاعونية. لم يُستخدم مصطلح «الموت الأسود» حتى أواخر القرن السابع عشر.
بدأت الجائحة في آسيا، وانتشرت غربًا على طول طرق التجارة عبر أوروبا ووصلت إلى الجزر البريطانية من مقاطعة جاسكوني الإنجليزية. انتشر الطاعون عن طريق الفئران المصابة بالبراغيث، وكذلك عن طريق الأفراد الذين أصيبوا في القارة. كانت الفئران هي المضيف المستودع لبكتيريا الطاعون، وكان برغوث الجرذ الشرقي هو الناقل الأساسي.
كانت أول حالة معروفة في إنجلترا لبحار وصل إلى ويموث، دورست، من جاسكوني في يونيو 1348. بحلول الخريف، وصل الطاعون إلى لندن، وبحلول صيف 1349 وصل إلى البلاد بأكملها، قبل أن يختفي بحلول ديسمبر. عُدّلت التقديرات المنخفضة للوفيات في أوائل القرن العشرين لتصبح أكثر؛ بسبب إعادة فحص البيانات والمعلومات الجديدة، وقُبل برقم 40 حتى 60 في المئة من السكان على نطاق واسع.
كانت النتيجة المباشرة لذلك هي وقف حملات حرب المئة عام. على المدى الطويل، تسبب الانخفاض في عدد السكان في نقص العمالة، مع الارتفاع اللاحق في الأجور، والذي قاومه ملاك الأراضي، مما تسبب في استياء عميق بين الطبقات الدنيا. كانت ثورة الفلاحين عام 1381 إلى حد كبير نتيجة لهذا الاستياء، وعلى الرغم من قمع التمرد، لكن أدى ذلك إلى التخلص من الاسترقاق في إنجلترا على المدى الطويل. أثر الموت الأسود أيضًا على الجهود الفنية والثقافية، وربما ساعد في تطوير استخدام اللغة العامية.
في 1361-1362 عاد الطاعون إلى إنجلترا، وتسبب هذه المرة في وفاة حوالي 20% من السكان. بعد ذلك، استمر الطاعون في العودة بشكل متقطع خلال القرنين الرابع عشر والخامس عشر، في حالات تفشي محلية أو وطنية. من هذه النقطة أصبح تأثيره أقل حدة، وكان أحد آخر حالات تفشي الطاعون في إنجلترا هو طاعون لندن العظيم في 1665-1666.

## خلفية
إنجلترا في منتصف القرن الرابع عشر
من المستحيل تحديد العدد الدقيق للسكان في إنجلترا عشية الموت الأسود بأي قدر من اليقين، وتتراوح التقديرات من 3 إلى 7 ملايين. من المحتمل أن يكون الرقم في الحدود العليا، ومن المرجح أن يقدر بحوالي 6 ملايين نسمة. أدت الأزمات الديموغرافية السابقة، ولا سيما المجاعة الكبرى بين عامي 1315 و1317 إلى وقوع أعداد كبيرة من الوفيات، ولكن لا يوجد دليل على أي انخفاض كبير في عدد السكان قبل عام 1348. كانت إنجلترا ما تزال مجتمعًا ريفيًا وزراعيًا في الغالب، يعيش ما يقرب من 90 في المئة من السكان في الريف. من بين المدن الكبرى، كانت لندن في فئة خاصة بها، إذ كان يصل عدد سكانها إلى 70.000 نسمة. أما مدينة نورويتش، التي يبلغ عدد سكانها حوالي 12000 شخصًا، ويورك حوالي 10000 شخصًا فكانت ضمن أقل المدن سكانًا. كان التصدير الرئيسي ومصدر ثروة الأمة هو الصوف. حتى منتصف القرن، كان التصدير بشكل أساسي من الصوف الخام إلى صانعي الملابس في فلاندرز. تدريجيًا، استولى الإنجليز على تقنية صناعة القماش المستخدمة في القارة، وبدأوا بتصدير الأقمشة في منتصف القرن تقريبًا والتي ستزدهر على مدى العقود التالية.
من الناحية السياسية، كانت المملكة تتطور إلى قوة أوروبية كبرى، من خلال الملكية الشابة والحيوية لإدوارد الثالث. في عام 1346، انتصر الإنجليز في معركة حاسمة على الأسكتلنديين في معركة نيفيل كروس، ويبدو أن إدوارد الثالث سيحقق طموح جده إدوارد الأول في وضع الأسكتلنديين تحت سيادة التاج الإنجليزي. حقق الإنجليز أيضًا نجاحًا عسكريًا في القارة. قبل أقل من شهرين من معركة نيفيل كروس، حقق جيش إنجليزي أدنى من الناحية العددية بقيادة الملك نفسه انتصارًا مذهلاً على القوات الملكية الفرنسية في معركة كريسي. تبع النصر على الفور من قبل إدوارد حصار مدينة كاليه الساحلية. عندما سقطت المدينة في العام التالي، زود ذلك الإنجليز بجيب مهم استراتيجيًا سيظل في حوزتهم لأكثر من قرنين.

### الموت الأسود
مصطلح «الموت الأسود» الذي يشير إلى الاندلاع الأول والذي كان أخطر من الوباء الثاني، لم يستخدمه المعاصرون، الذين فضلوا أسماء مثل «الوباء العظيم» أو «الموت العظيم». لم ينتشر المصطلح الذي نعرف بموجبه تفشي المرض اليوم إلا في القرن السابع عشر، وربما مشتق من اللغات الاسكندنافية. من المتفق عليه عمومًا اليوم أن المرض المعني كان طاعونًا تسببه بكتيريا اليرسينيا الطاعونية. تحمل البراغيث هذه البكتيريا، والتي يمكن أن تنتقل إلى الإنسان من خلال ملامسة الفئران. تحمل لدغات البراغيث المرض إلى الجهاز الليمفاوي، والذي من خلاله يشق طريقه إلى العقد الليمفاوية. هنا تتكاثر البكتيريا وتشكل انتفاخات تسمى الدّبل، والتي اشتق منها مصطلح الطاعون الدبلي. بعد ثلاثة أو أربعة أيام تدخل البكتيريا مجرى الدم وتصيب أعضاء مثل الطحال والرئتين. يموت المريض عادة بعد بضعة أيام. يوجد سلالة أخرى للمرض هي الطاعون الرئوي، تنتقل فيه البكتيريا عبر الهواء وتدخل مباشرة إلى رئتي المريض. هذه السلالة أكثر ضراوة، إذ تنتشر مباشرة من شخص لآخر. ربما لعبت هذه الأنواع من العدوى دورًا مهمًا في الموت الأسود، بينما كانت السلالة الثالثة أكثر ندرة، والذي هو طاعون إنتان الدم، إذ تنقل لدغة البراغيث البكتيريا مباشرة إلى مجرى الدم، وتحدث الوفاة بسرعة كبيرة.
وجدت دراسة نُشرت في عام 2011 عن الهياكل العظمية المستخرجة من مقبرة الموت الأسود في إيست سميثفيلد في لندن وجود الحمض النووي لليرسينيا الطاعونية. كُتب عن حفر أثري بالقرب من ثورنتون أباي في لينكولنشاير في مجلة الغارديان في قسم العلوم بتاريخ 30 نوفمبر 2016، بشكل لا يؤكد فقط الدليل على وجود الحمض النووي لليرسينيا الطاعونية في البقايا البشرية المستخرجة هناك ولكن أيضًا يؤرخ البقايا حتى منتصف عام 1349.
أظهر التنميط الجيني أنه )في ذلك الوقت( كانت السلالة الموجودة سلالة متطورة حديثًا، وسلفًا لجميع السلالات الحديثة وأثبت أن الموت الأسود كان طاعونًا دبليًا. تشير المعرفة الطبية الحديثة إلى أنه نظرًا لكونه سلالة جديدة، فإن نظام المناعة البشري لم يكن لديه دفاع ضئيل أو معدوم ضده، مما يساعد في تفسير ضراوة الطاعون ومعدلات الوفيات المرتفعة.
يبدو أن أصل الطاعون الأسود قد نشأ في آسيا الوسطى، حيث تتوطن بكتيريا اليرسينيا الطاعونية في القوارض. من غير المعروف بالضبط سبب تفشي المرض، ولكن من المحتمل أن سلسلة من الأحداث الطبيعية أدت إلى اتصال البشر بالقوارض المصابة. وصل الوباء إلى القسطنطينية في أواخر ربيع عام 1347 من خلال تجار جنوة الذين يتاجرون في البحر الأسود. من هنا وصلت إلى صقلية في أكتوبر من نفس العام، وبحلول أوائل عام 1348 انتشرت على كامل البر الإيطالي الرئيسي. انتشرت بسرعة عبر فرنسا، ووصلت شمالاً حتى باريس بحلول يونيو 1348. تحركت في نفس الوقت غربًا، ووصلت إلى مقاطعة جاسكوني الإنجليزية في نفس الوقت تقريبًا.